# Fatou Bensouda
Pour les articles homonymes, voir Bensouda.
Fatou Bensouda, née Nyang le 31 janvier 1961 à Banjul (Gambie), est une avocate gambienne, procureure générale de la Cour pénale internationale (CPI) de 2012 à 2021. Elle est auparavant procureure adjointe de la CPI de 2004 à 2012 sous Luis Moreno Ocampo.

## Biographie

### Enfance
Fatou Bensouda naît à Banjul au sein d'une famille musulmane polygame. Son père a six enfants de l'une de ses épouses (la mère de Fatou) et sept enfants de sa seconde épouse. Son père est fonctionnaire, sa mère travaille dans le service de restauration scolaire d'un lycée.

### Formation
Fatou Bensouda est très jeune intéressée par la défense des droits des personnes, notamment des femmes et assiste à des procès. Après une scolarité secondaire brillante, elle devient quelque temps greffière au tribunal de Banjul. Grâce à une bourse de l'État gambien, elle entreprend des études de droit au Nigéria, d'abord de 1982 à 1986 à l'université d'Ife, aujourd'hui nommée Université Obafemi-Awolowo. Puis à la Nigerian Law School de Lagos, où, en 1987, elle obtient un diplôme de droit, dit barrister at law.
Après trois années d'activité professionnelle, en 1990 elle s'inscrit à l'International Maritime Law Institute basé à Malte, une agence des Nations unies qui lui décerne son diplôme de droit maritime en 1991.
En 1987, elle est admise au barreau en Gambie. La même année, elle est nommée conseillère auprès du gouvernement de Gambie de Dawda Jawara. En février 1994, elle obtient un poste de procureur.

### Rôle dans le régime de Yahya Jammeh
Après le coup d'État de juillet 1994, elle joue un rôle central en tant que solliciteur général et  conseillère juridique auprès du président Yahya Jammeh. Elle est promue en 1996 procureur principal, jusqu'en 1998 où elle devient procureur général de Banjul et ministre de la Justice du gouvernement gambien,, fonction qu'elle occupe jusqu’à son licenciement en mars 2000.
Le régime de Yahya Jammeh est dénoncé pour son non respect des droits de l'homme et est parfois considéré comme l'« une des pires dictatures du monde ». Le régime est accusé par des organisations des droits de l'homme pour différents crimes et pour avoir persécuté l'opposition et la presse.
Elle est soupçonnée d'avoir joué un rôle dans les crimes de la dictature militaire,,.
Fatou Bensouda a « catégoriquement nié » les accusations concernant son rôle dans les crimes et les cas de tortures commis par le régime dont elle faisait partie.

### Domaine privé
Après sa fonction dans le régime de Yahya Jammeh, elle ouvre un cabinet d'avocat et prend la direction d'une banque de 2000 à 2002.

### TPIR
En mai 2002, elle devient conseillère juridique et substitut du procureur au Tribunal pénal international pour le Rwanda, à Arusha en Tanzanie.

### Cour pénale internationale
Depuis 2004, elle est en poste à la Cour pénale internationale de La Haye. Elle y est d'abord procureure adjointe du procureur général Luis Moreno Ocampo, puis elle lui succède, comme procureure générale le 12 décembre 2011, et prête officiellement serment le 15 juin 2012. Elle a été choisie par les 120 États membres du tribunal, au terme d'un processus de sélection auquel participaient 52 candidats.
Elle est interdite de visa pour les États-Unis par le gouvernement américain à partir d'avril 2019. Ceci fait suite à la décision de son Bureau d’ouvrir une enquête sur des crimes de guerre présumés commis par l'armée américaine en Afghanistan.
En décembre 2019, le Premier ministre israélien l'accuse de « pur antisémitisme », déclarant : « On dit que les Juifs n’ont pas le droit de vivre dans le pays des Juifs, dans la Terre d’Israël. Eh bien, nous disons, honte à vous ». Elle avait affirmé ses intentions de mener une enquête sur le conflit israélo-palestinien qu'elle décrit comme « une enquête sur la situation en Palestine » et que des responsables israéliens, ainsi que des groupes armés palestiniens, avaient peut-être commis des crimes de guerre dans les zones revendiquées par les Palestiniens. La Cour pénale internationale (CPI) se déclare compétente le 5 février 2021, dans un vote deux voix contre une, pour investiguer les faits survenus dans les territoires palestiniens occupés pour crimes de guerre. Cette décision est applaudie par l'Autorité palestinienne, ce qui conduit à l'ouverture d'une enquête le 3 mars 2021.
Le 2 septembre 2020, Fatou Bensouda est listée dans la base de données des personnalités faisant l'objet de sanctions des États-Unis (liste SDN), ce qui interdit à tous les citoyens et les entreprises américaines de faire des affaires avec elle. Cette interdiction est levée en janvier 2021 avec l'arrivée de Joe Biden à la Maison Blanche.
Le 3 mars 2021, elle lance une enquête sur les crimes de guerre commis par l'armée israélienne au cours de la guerre de l'été 2014 à Gaza,. Selon le quotidien britannique The Guardian, le directeur du Mossad, Yossi Cohen, aurait tenté de la dissuader de le faire pendant de nombreuses années en menaçant de s'en prendre à elle et à ses proches. John Bolton, conseiller à la sécurité nationale de Donald Trump, avait aussi menacé le personnel de la CPI de sanctions en cas d’enquête sur les crimes israéliens. En Israël, Benyamin Nétanyahou élève la Cour au rang de « menace stratégique ». Six ONG palestiniennes de défenses des droits humains, susceptibles de contribuer à l’enquête de la CPI, sont décrétées organisations « terroristes » par Israël en octobre 2021.
Son départ mène à la nomination du Sénégalais Mandiaye Niang, qui devient le seul Africain de l'équipe de Karim Khan, nouveau procureur de la Cour pénale internationale.

### Haut-commissaire de la Gambie au Royaume-Uni
Elle est haut-commissaire de la Gambie au Royaume-Uni depuis 2022.
Depuis 2023, elle est aussi représentante de la Gambie auprès du Saint-Siège

## Distinctions
- Elle figure sur la liste des 100 personnes les plus influentes au monde en 2012 selon le magazine Time.
- Jeune Afrique l’a désignée comme « l’une des 50 femmes africaines qui, de par leurs actions et leurs initiatives dans le cadre de leurs fonctions respectives, font avancer le continent africain (2014 et 2015) »[30].

## Vie privée
Elle est mariée à un économiste et géographe maroco-gambien, devenu industriel. Ils ont deux enfants. Son fils George, 33 ans, est tué en 2017 aux États-Unis dans une affaire de drogue.
Fatou Bensouda est musulmane pratiquante. Interrogée en 2011 sur le rôle de l'islam dans sa nouvelle fonction de procureure générale, elle a répondu : « Absolument, assurément. L'islam, comme vous le savez, est une religion de paix et il vous donne cette force intérieure, cette capacité intérieure et un sens de la justice. Avec mon expérience, cela aidera beaucoup ».
L'une de ses sœurs est parlementaire, une autre fut la première femme journaliste à présenter le journal télévisé en Gambie, une autre travaille pour un programme des Nations unies destiné aux femmes.